# Конкурс пианистов имени Казеллы
Конкурс пианистов имени Казеллы (итал. Concorso internazionale per pianoforte 'Alfredo Casella') — международный конкурс академических пианистов, проводившийся в Неаполе и посвящённый Альфредо Казелле. Проходил в 1952—1976 гг. каждые два года, затем с такой же периодичностью в 1987—1993 гг. и ещё дважды в 1998 и 2001 гг. — всего, таким образом, 19 раз. Первым победителем в 1952 г. стал венгерский пианист Дьёрдь Сольчаньи, в дальнейшем среди лауреатов преобладали не слишком известные исполнители — можно выделить португальца Серджиу Вареллу Сида (1964), немца Герхарда Опица (1976), итальянцев Роберто Коминати (1991) и Джузеппе Андалоро (2001).